# Liisi Marjatta Meronen
Liisi Marjatta Meronen ook wel Liisi Beckmann (Kirvu, 7 december 1924 – Orimattila, 9 augustus 2004) was een Fins ontwerpster. Ze was actief in Italië van eind jaren vijftig tot eind jaren zeventig. 
Haar meest gekende ontwerp was de Zanotta Karelia-stoel uit 1966.

## Biografie
Liisi Marjatta Meronen groeide op in Kirvu, het huidige Svobodnoje (oblast Leningrad), in het toenmalig Finse deel van de Karelische Landengte. Tijdens de Winteroorlog moest haar familie vluchten voor het Sovjetleger. Ze vestigden zich in Virenoja, nabij Orimattila. Marjatta Meronen schreef zich in aan de Aalto-universiteit voor kunst, ontwerp en architectuur voor de opleiding hoeden en kledij en volgde ook enkele cursussen aan de Academie voor Schone Kunsten in hetzelfde gebouw.
In 1946 huwde ze met de Duitse Hans Beckmann en scheidde in 1957 waarbij ze zijn achternaam bleef gebruiken. Na de scheiding verhuisde ze naar Milaan en ging daar aan de slag in een ontwerpbureau. Ze ontwierp er voor Valenti (metaal), Vetreria Vistosi (glas), Gabbianelli (keramiek) en Zanotta (meubels).
Gedurende de jaren '70 ontwierp ze minder en ging zich meer toeleggen op schilderen en beeldhouwen. 

## Werk (selectie)
Werk van haar is onder andere te bezichtigen in de collecties van Design Museum (Helsinki),  Museum of Modern Art (New York), het Musée des Arts Décoratifs (Parijs) en het Triennale di Milano (Milaan). 
- de Karelia-fauteuil voor Zanotta (1966), een zetel in geëxpandeerd polyurethaanschuim met een glanzende vinylbekleding met golvende vormen[2]
- Liszt en Marconi, sculpturen op de Rome Quadriennale
- Homo Erectus, in het Moderna Museet (Stockholm)